# Drömvandrarens hämnd
Drömvandrarens hämnd är en roman av författaren Terry Goodkind samt den åttonde delen i fantasybokserien Sanningens svärd. Romanen utgör den första tredjedelen av ursprungsverket Temple of the Winds.